# 10 Things I Hate About You
10 Things I Hate About You er en amerikansk romantisk-komediefilm fra 1999. Filmen er instrueret af Gil Junger og de medvirkende er Heath Ledger, Julia Stiles, Joseph Gordon-Levitt, Larisa Oleynik, David Krumholtz og Larry Miller. Det er en fri opsætning baseret på Shakespeares The Taming of the Shrew, hvor handlingen foregår på en moderne amerikansk high school, selve settet er skrevet af Karen McCullah Lutz og Kirsten Smith. Filmens titel er et twist af The Taming of the Shrew, men refererer også til den kvindelige hovedrolles digt om hendes bittersøde kærlighed til den mandlige hovedrolle. Filmen havde premiere i USA den 31. marts 1999 og blev gennembrudsfilmen for stjernerne Stiles og Ledger . Filmen er også Jungers instruktørsdebut og manuskriptforfatterne Lutz og Smiths debut. Lutz og Smith skrev senere manuskriptet til en anden Shakespeare-teenage-komedie, She's the Man.
Baseret på filmens succes blev der i produceret en tv-serie af samme navn, der blev sendt på det amerikanske tv-netværk ABC i 2009-10.

## Plot
Cameron James (Joseph Gordon-Levitt), den nye dreng Padua High School, får en rundvisning på skolen af Michael Eckman (David Krumholtz), en audio-visuel nørd og tidligere leder af kliken for fremtidige direktører. Michael introducerer Cameron for skolens forskellige kliker. I løbet af rundturen, spotter Cameron den smukke og populære Bianca Stratford (Larisa Oleynik) og bliver straks forelsket i hende. Michael advarer om, at Bianca er krukket, indbildsk og værst af alt, hun har ikke lov til at date nogen. Michael oplyser dog Cameron om, at Bianca er på udkig efter en fransklærer.
I Stratford-huset modtager Biancas udstødte ældre søster, Kat (Julia Stiles), et brev om at hun er blevet optaget på universitet Sarah Lawrence. Hendes overbeskyttende far, Walter (Larry Miller), kommer helt fra den, da han synes, at Kat skal gå på en skole i nærheden. Kat distraherer hendes far ved at fortælle, at Bianca fik et lift hjem fra skole af Joey Donner (Andrew Keegan). Bianca plager sin far om at få lov til at date, men til ingen nytte. Med Kats modvilje til dating, kommer faren på en ny regel: Bianca må kun date, hvis Kat gør.
Cameron bliver Biancas fransklærer og efter Cameron har haft mange mislykkedes forsøg på at invitere hende ud, fortæller hun ham om sin fars regel. Denne nyhed motiverer Cameron og Michael til at finde en dreng, der er villig til date søsteren Kat.
Cameron foreslår Patrick Verona (Heath Ledger), en udstødt rebel der er lige så arrig som Kat. Cameron forsøger at spørge Patrick om han vil hjælpe, men Patrick skræmmer ham væk i stedet. Michael fortæller derefter planen til Joey, der også forsøger at date Bianca, for at få ham til at betale Patrick til at invitere Kat ud. Patrick går med til planen, men Kat har dog intet ønske om at have noget med ham at gøre. Cameron og Michael forklarer til sidst deres situation overfor Patrick og fortæller ham, at Bogie Lowenstein (Kyle Cease) holder fest (dette er faktisk Michaels ide, for at få hævn, fordi Bogie havde startet et rygte, der fik Michael smidt ud af deres klike). Cameron og Michael spreder rygter på skolen, at Bogies fest vil indeholde øl og dans, selvom det faktisk kun en lille privat sammenkomst.
Ved festen, fortæller Kat Joey, at han skal holde sig væk fra hendes søster. Joey praler med, at han ikke kan garantere, at hun vil kunne holde sig fra ham. Kat bliver sur og begynder at drikke, som til sidst får hende hende til at danse på et bord. I mellemtiden Cameron opdager, at Bianca havde brugt ham til at finde en date til Kat, sådan at Bianca kunne date Joey.
Cameron beslutter sig for at holde op med at prøve at date Bianca, men Patrick overbeviser ham om at blive ved. Bianca spørger Cameron oom hun kan få et lift hjem, efter at have opdaget Joeys sande karakter. Cameron sætter Bianca af og fortæller hende, at han virkelig godt kan lide hende og var meget skuffet over hende. Efter dette kysser Bianca Cameron. Patrick kører Kat hjem og da hun, beruset, prøver at kysse ham, foreslår han at de venter lidt og hun bliver sur.
Næste dag i skolen, synger Patrick offentligt sangen Can't Take My Eyes Off You for at bede Kat om tilgivelse, hvilket giver ham en eftersidning. Kat får ham ud af eftersidning, ved at "flashe" sine bryster for fodboldlæreren. Kat og Patrick tilbringer hele dagen sammen og de bliver begge over, at de virkelig gerne vil have hinanden. Patrick, motiveret af Joeys bestikkelse på $300, invitere Kat til skolebal. Men hun bliver mistænkelig over hans motiver og de kommer op og skændes.
Bianca forsøger at overbevise sin far til at lade hende gå til skolebal, men han nægter, da Kat ikke skal til bal. Bianca konfronterer Kat med det. Kat afslører derefter at hun har datet Joey og at de havde sex, bare fordi alle andre gjorde det. Men da Kat fortalte Joey, at hun ikke var klar til sex og ikke ønskede at gøre det igen, slog han straks op med hende. Selv om hun forbød Joey at fortælle nogen om deres tid sammen og truede med at fortælle skolens cheerleaderne hvor "lille" han var hvis han gjorde, blev Kat alligevel meget ked af det og siden dengang lovede hun sig selv at hun aldrig vil gøre noget, bare alle andre gør det.
Bianca og Kat ender med at gå til bal med Cameron og Patrick. Joey er rasende over at erfare at Bianca er gået til bal med Cameron og konfronterer Patrick med "arrangementet" lige foran Kat. Kat bliver rasende på Patrick og forlader ballet. Joey konfronterer senere Cameron med den manipulerede 'aftale', men efter Joey slår Cameron, slår Bianca Joey tre gange og forlader ham krummet sammen op i smerte på gulvet, med en brækket næse og et blåt øje.
Næste morgen takker Bianca Kat for at gå med til ballet og søstrene bliver gode venner. Kats far giver hende efterfølgende lov til at gå på Sarah Lawrence. Henne i skolen læser Kat et digt op, som hun har skrevet i engelsk, med titlen "10 Things I Hate About You" (skrevet til Patrick). Mens hun læser digtet op, afslører hun (foran hele klassen), hvor såret hun blev over det Patrick gjorde og hvor meget hun virkelig kan lide ham ( "Men det jeg hader allermest, er at jeg ikke hader dig. Ikke engang tæt på, ikke engang en lille smule, overhovedet ikke"). Patrick bliver rørt over hendes erklæring.
På parkeringspladsen finder Kat en guitar, som Patrick har købt til hende med de penge Joey har betalt ham, og han indrømmer at han ødelagde deres aftale ved at falde for hende. Kat tilgiver Patrick og filmen ender med, at de står og kysser på parkeringspladsen.

## Cast
| Skuespiller          | Rolle                    | Rollebeskrivelse |
| -------------------- | ------------------------ | --- |
| Julia Stiles         | Katarina "Kat" Stratford | Den kvindelige hovedperson i historien, "rappenskralden" i filmen, er en stolt, lige-i-fjæset-feminist, der lytter til riot-musik og læser bøger som The Bell Jar og The Feminine Mystique. Hun er tilbøjelig til at gøre folk forvirrede og vrede, fordi hun er ikke bange for at fortælle tingerne, som de er. Hun er imod dating og håner ofte "idiotien i sociale teenagers liv", som avisen "The New York Times" udtrykker det og er "et frisk pust i den kvælende materialistiske atmosfære i nutidens Hollywood-teenage-film". Hun kom universitet "Sarah Lawrence". Hun er i en engelsk-litteratur-klasse, hvor hun er i åben strid med læreren, Pat og Joey. Bianca påpeger, at Kat faktisk er til mænd efter at finde et billede af Jared Leto i hendes skuffer. Bianca beskriver hende som værende fra "Planet Taber" og "var engang populær, indtil hun blev trær af det eller noget", men Cameron mener, at hun mere bare er asocial. I løbet af filmen, ender hun med at date alligevel og efter at have mødt Patrick, laver hun en sonet til ham. |
| Heath Ledger         | Patrick Verona           | Den mandlige hovedperson i filmen, beskrevet af en "New York Times"-anmelder som en "usleben outsider" og "teenage-rebel", der hænger ud på en billard-bar, ryger cigaretter og drikker. Han er i den samme engelsk-litteraturklasse sammen med Kat og Joey, og har biologi med Cameron og Michael. Han taler med en delvis australsk dialekt, der ofte ender ud i en amerikansk. Da Kat spørger, om hans dialekt er ægte, forklarer han hende, at han boede i Australien sammen med sin mor, indtil han var ti. Han er blevet hyret af Joey, Cam og Michael til at invitere Kat ud, så Bianca også kan få lov til at date, så hans job er dermed at "tame" the "shrew" ("tæmme" den "rappenskralden"). Først, forfølger han hende for pengene, men senere falder han for hende, viser en blødere side og udvikler sig til en mere følsom person. En af de tilbagevendende vittigheder af filmen er de mange rygter omkring Patricks tidligere aktiviteter. Andre karaktere fortæller, at Patrick angiveligt (blandt andet): engang har spist en levende and, satte ild til State Trooper, sad et år i San Quentin-fængslet, solgte hans lever på det sorte marked for et nyt sæt højtalere, kender Marilyn Manson, sov med en Spice Girl og var en tidligere porno-stjerne (i virkeligheden tilbragte han de seneste år med at lede efter sin syge bedstefar). |
| Joseph Gordon-Levitt | Cameron James            | Ligesom Patrick, forfølger han en Stratford søster. I modsætning til Patrick, der ses som skræmmende og mandig, ses Cameron som sød og delikat. Han er den nye dreng, har en far i den amerikanske hær, og bliver venner med Michael og Patrick. Han er baseret på Lucentio fra Trold kan tæmmes. Karakterens navn er inspireret af filminstruktøren James Cameron. |
| Larisa Oleynik       | Bianca Stratford         | Kats lillesøster. Hun ses som en "Valley girl"-type, hun er god leder, bærer designertøj og er populær i skolen, selvom hun til sidst falder for den nørdet nye dreng Cameron i modsætning til skolens mest populær fyr, Joey. Hun er baseret på Bianca Minola i Trold kan tæmmes. |
| David Krumholtz      | Michael Eckman           | Han er en audiovisuel nørd, der er uddelegeret opgaven, at vise Cameron rundt. Han bliver hurtigt Camerons bedste ven og hjælper ham med til at vinde Bianca. Han er baseret på Tranio fra Trold kan tæmmes. |
| Andrew Keegan        | Joey Donner              | Den vigtigste antagonist, en selvoptaget mandlig model , der tidligere har datet Kat og gør en indsats, for at han kan gøre det samme med Bianca. Han er baseret på Hortensio og Gremio fra Trold kan tæmmes. |
| Larry Miller         | Dr. Walter Stratford     | Enlig far. Han er en yderst overbeskyttende far, der mener, at hans døtre vil have sex, tage stoffer og drikke, så snart de ikke er under dennes tilsyn, selvom han er forkert på den for det meste. Hans karakter er baseret på Baptista fra Trold kan tæmmes. |
| Susan May Pratt      | Mandella                 | Hun er Kat bedste ven. |
| Gabrielle Union      | Chastity Kirke           | Biancas egoistisk og forræderiske bedste ven. Hun er baseret på Enken fra Trold kan tæmmes. |
| Daryl Mitchell       | Mr. Morgan               | En engelske litteratur lærer. Han er en imponerende afrikansk-amerikansk lærer, der for det meste, synes at holde sit klasseværelse under kontrol. |
| Allison Janney       | Ms Perky                 | Skolens vejleder og en forfatter af erotisk litteratur. Hun har mange seksuelle kommentarer og hentydninger i hele filmen. |
| David Leisure        | Mr. Chapin               | Eftersidnings-lærer og pigernes fodboldtræner. |
| Greg Jackson         | "Scurvy"                 | En af Patricks venner. |
| Kyle Cease           | Bogey Lowenstien         | En golf entusiast (dermed sit øgenavn, Bogey) og medlem af en klike af håbefulde MBA'er. |

## Eksterne Henvisninger
- 10 Things I Hate About You på Internet Movie Database (engelsk)
- 10 Things I Hate About You på Filmdatabasen
- 10 Things I Hate About You på Scope
- 10 Things I Hate About You i Svensk Filmdatabas (svensk)
- 10 Things I Hate About You på AlloCiné (fransk)
- 10 Things I Hate About You på MovieMeter (nederlandsk)
- 10 Things I Hate About You på AllMovie (engelsk)
- 10 Things I Hate About You hos American Film Institute (engelsk)
- 10 Things I Hate About You på Turner Classic Movies (engelsk)
- 10 Things I Hate About You på The Movie Database (engelsk)